# Strade di collegamento in Finlandia

Cartello della strada di collegamento 3622.

Le strade di collegamento in Finlandia (in finlandese yhdystiet, in svedese förbindelsevägar) sono tutte le strade della rete stradale finlandese che non sono classificate come strade statali, principali o regionale, e servono solitamente il traffico locale all'interno delle varie regioni della Finlandia. 
Solitamente il traffico gestito dalle strade di collegamento è basso ma, essendo la Finlandia un paese a bassa densità di popolazione, la loro importanza può essere in alcune zone elevata.
Le strade di collegamento hanno una numerazione ufficiale compresa nell'intervallo 1000-9999 e i cartelli identificativi portano il numero in bianco su sfondo azzurro. Non tutte le strade di collegamento sono comunque fornite di cartelli.
Dall'inizio del 2006 anche le strade in precedenza classificate come locali sono state fatte confluire nel gruppo delle strade locali, estendendo la numerazione anche alla serie 11000-19999; tali strade non sono comunque mai fornite di segnaletica informativa del numero.
Nel 2008 la rete delle strade di collegamento in Finlandia ammontava a circa 51.317 km, di cui circa la metà asfaltati.

## Numerazione delle strade di collegamento per distretto stradale
|    | Distretto stradale | Numeri    |
| -- | ------------------ | --------- |
| 01 | Uusimaa            | 1000–1999 |
| 02 | Turku              | 2000–2999 |
| 04 | Häme               | 3000–3999 |
| 03 | Kaakkois-Suomi     | 4000–4799 |
| 08 | Savo-Karjala       | 4800–5999 |
| 09 | Keski-Suomi        | 6000–6999 |
| 10 | Vaasa              | 7000–7999 |
| 12 | Oulu               | 8000–8999 |
| 14 | Lappi              | 9000–9999 |